# Стрельский заказник
Стрельский заказник — республиканский ландшафтный заказник в Белоруссии, расположенный на территории Калинковичского и Мозырского районов Гомельской области.

## Описание

### Статус
Заказник «Стрельский» был учреждён в 1999 году в Гомельской области на территории Калинковичского и Мозырского районов и занял территорию площадью в 12415 га. Цель создания заказника — сохранение уникальной природной территории, где представлены почти все ландшафтные комплексы белорусского Полесья.
3 апреля 2020 года площадь заказника уменьшили с 12 161 га до 12 054,09 га, а из его статуса убрали определение «ландшафтный».

### Расположение
Заказник находится в нижнем течении реки Припять. В Стрельском заказнике много старичных озёр, наиболее крупными из них являются Старик, Колочье, Литвин, Берестово. Припять делит территорию на две условные части, проходя по центру заказника. Пойменные ландшафты, сеть балок и оврагов делают местность живописной и разнообразной.

### Флора и фауна
До 57 % территории Стрельского заказника покрывают леса, среди которых доминируют сосновые, встречаются березняки и дубравы, где возраст деревьев достигает 150 лет. В заказнике зарегистрированы 500 видов сосудистых растений, 26 из которых внесены в Красную книгу Республики Беларусь. Среди них: венерин башмачок настоящий, шалфей луговой, фиалка топяная, лилия кудреватая, касатик сибирский, черноголовка крупноцветковая и другие.
Животный мир заказника составляют 264 вида, в том числе 18 находящихся под угрозой исчезновения (болотная черепаха, камышовая жаба, орешниковая соня, кобчик, пустельга и другие).

## Развитие
Стрельский заказник является перспективным объектом экотуризма, однако антропогенная нагрузка на него и так высока: он находится вблизи города Мозырь, в нём расположены несколько деревень и дачных посёлков.